# 관수리
관수리(영어: Crested Serpent Eagle, 학명: Spilornis cheela)는 수리목 수리과에 속하는 새이다.

## 생김새
몸이 전체적으로 암갈색이며 곳곳에 흰색 점들이 있다. 머리에서 뒷목까지 흰색과 검은색의 깃털이 돌출되어 있다. 홍채와 발은 노란색이고 비행할 때 아랫면에 흰색 줄이 뚜렷하게 보인다.

## 서식지와 분포
아열대 산간 지역에 있는 논, 습지 주변 숲에서 서식한다. 인도와 스리랑카, 중국 남동부, 대만, 말레이시아, 인도네시아, 필리핀 동부에 분포하고 있으며 대한민국에서는 1988년에 경남 김해군에서 1개체가 채집된 기록이 있다.